# بونيون
البُونُيون أو الآأكثار (باللاتينية: Bunium) جنس نباتي ينتمي إلى الفصيلة الخيمية. يضم هذا الجنس حوالي خمسين نوعا مقبولا وحوالي عشرين نوعا لم يحسم وضعها بعد. كثير منها واطنة في الوطن العربي، وتنتشر أنواعه عموما من حوض البحر الأبيض المتوسط إلى إيران وأفغانستان وآسيا الوسطى.

## من أنواعهالواطنةفي الوطن العربي
1. البونيون الأطلسي (باللاتينية: Bunium atlanticum) في المغرب العربي
2. البونيون الألبي (باللاتينية: Bunium alpinum) في المغرب العربي وإيطاليا والبلقان وإسبانيا
3. البونيون الأنيق (باللاتينية: Bunium elegans) في بلاد الشام وتركيا وجنوب القوقاز
4. البونيون البستالوزي (باللاتينية: Bunium pestalozzae) في بلاد الشام
5. البونيون الحرموني (باللاتينية: Bunium hermonis) في بلاد الشام
6. البونيون الخبيث (باللاتينية: Bunium macuca) في المغرب العربي وإسبانيا والبرتغال وصقلية
7. البونيون الرميميمي (باللاتينية: Bunium fontanesii) في المغرب العربي
8. البونيون سميك الأوراق (باللاتينية: Bunium crassifolium) في المغرب العربي
9. البونيون سميك القاعدة (باللاتينية: Bunium pachypodum) في المغرب العربي وإسبانيا والبرتغال
10. البونيون الشابرتي (باللاتينية: Bunium chabertii) في المغرب العربي
11. البونيون العاري (باللاتينية: Bunium nudum) في بلاد الشام
12. البونيون العالي (باللاتينية: Bunium elatum) في المغرب العربي
13. البونيون قصير الأطراف (باللاتينية: Bunium brachyactis) في بلاد الشام وتركيا
14. البونيون قليل الأوراق (باللاتينية: Bunium paucifolium) في بلاد الشام وتركيا وجنوب القوقاز
15. البونيون كستنائي البصيلة (باللاتينية: Bunium bulbocastanum) في المغرب العربي وغرب أوروبا
16. البونيون الكلخي (باللاتينية: Bunium ferulaceum) في بلاد الشام وتركيا وبعض مناطق أوروبا

## من أنواعه الأخرى
1. البونيون الأسطواني (باللاتينية: Bunium cylindricum) في تركيا وجنوب القوقاز
2. البونيون صغير الثمار (باللاتينية: Bunium microcarpum) في حوض البحر الأسود
3. البونيون الطري (باللاتينية: Bunium tenerum) في اليونان